# محمود قنبری
محمود قنبری (زادهٔ ۱۳۲۱، دامغان ) دوبلور، مدیر دوبلاژ برجسته و فعال عرصهٔ سینما در ایران است. از کارهای شاخص وی می‌توان به صداپیشگی در نقش لینکلن باروز در سریال فرار از زندان و فردی فلینستون در عصر حجر اشاره کرد، که علاوه بر صداپیشگی مسئولیت مدیر دوبلاژ این سریال‌ها را نیز بر عهده داشت.

## زندگی‌نامه
وی در سال ۱۳۲۱ در شهر دامغان زاده شد. کار دوبله را از سال ۱۳۳۸ آغاز کرد و پس از یک و نیم سال دوری از این عرصه دوباره توسط منوچهر والی‌زاده به دوبله بازگشت. او در مدت دوری از دوبله، از سوی هنرستان صنعتی که در آن تحصیل می‌کرد، برای مونتاژ کارهای برقی کارخانه نساجی قائم‌شهر (شاهی سابق) به آن‌جا فرستاده شده بود.
در ابتدای راه وی هم‌زمان با کار بعدازظهر دوبله در استودیو «مولن روژ»، در ساختمان «ریلکو» به کار نقشه‌کشی نیز مشغول بود. وی در این باره می‌گوید:
آن موقع … سرپرستان ما آلمانی بودند و اگر صبح‌ها فقط پنج دقیقه دیر می‌آمدی جریمه‌ات می‌کردند، شاید این حس مدیریت من از همان‌جا پیدا شده‌است.
وی که از ۱۳۴۲ به عنوان مدیر دوبلاژ نیز فعالیت دارد، به‌طور اتفاقی این کار را آغاز کرده‌است. شبی که قرار بود، سیروس جراح‌زاده فیلم هندی «عروس مارها» را برای دوبله سینک می‌زد، پس از سینک زدن یک پرده، خوابش می‌برد و با تلاش قنبری نیز بیدار نمی‌شود. به این ترتیب خود قنبری دست به کار می‌شود و علاوه بر سینک زدن دیالوگ‌ها را هم پاک‌نویس می‌کند. صبح روز بعد که قرار بود دوبله با حضور گویندگانی چون ژاله کاظمی، منوچهر اسماعیلی و منوچهر نوذری انجام شود، جراح‌زاده وی را تنها می‌گذارد. با آن که قرار بود کسی از سینک زدن فیلم توسط قنبری اطلاع نیابد، نوذری متوجه می‌شود و در پی آن مدیریت دوبلاژ سریال بیتل جویس را به محمود قنبری می‌سپارد.
قنبری پس از آن سریال نبرد (کمباد) را نیز کار کرد و سپس در استودیو کاسپین به صورت حرفه‌ای مشغول به کار شد. هم‌چنین از سال ۱۳۴۳ تا ۱۳۵۰ مدیریت این استودیو را برعهده گرفت. از سال ۱۳۵۱ به دنبال ممنوع‌الفعالیت شدن در تلویزیون به استودیو دماوند رفت و دوبلهٔ فیلم‌های سینمایی را شروع کرد. نخستین فیلم سینمایی که دوبله کرد دراکولا بود.
پس از مدتی با آتش زدن سینما رکس آبادان و کاهش فعالیت‌های سینمایی، کار وی نیز کم می‌شود. از حدود سال ۱۳۶۰ نیز با شروع دوبله‌های ویدئویی استودیو رسالت را باز کرد و مدیریت آن را برعهده گرفت که فعالیت آن ۲۰ سال ادامه یافت. وی هم‌اکنون رئیس هیئت مدیرهٔ انجمن گویندگان است.
مدیریت دوبلاژ کارتون عصر حجر از کارهای او در عرصه دوبله انیمیشن است. از کارهای خلاقانه قنبری مدیریت دوبلاژ فیلم داستان سیاوش نیز است که وی دوبله این فیلم روسی را با استفاده از شاهنامه فردوسی به صورت شعر درآورد.
قنبری هم‌چنین در سریال رودخانهٔ برفی مدیریت دوبلاژ را برعهده داشت و به جای مک‌گریگور نیز حرف زد. او هم‌چنین در سری نخست کلید اسرار صحبت کرده‌است. سریال مدیر کل و سه‌گانه بتمن نیز با مدیریت او دوبله شده‌است.
از کارهای برجسته وی در عرصه گویندگی نقش گروهبان هارتمن در فیلم غلاف تمام فلزی است. فیلم‌هایی نظیر با گرگ‌ها می‌رقصد و دانتون از نمونه کارهای او بعنوان مدیر دوبلاژ هستند.

## فعالیت

### بعنوان صداپیشه
| نقش            | بازیگر             | فیلم                   | نکات                                    |
| -------------- | ------------------ | ---------------------- | --------------------------------------- |
| تدی سانچز      | رناتو سالواتوری    | بسوزان                 |                                         |
| تونی آرزنتا    | آلن دلون           | اسلحه بزرگ             |                                         |
| گروهبان هارتمن | رونالد ارمی        | غلاف تمام فلزی         |                                         |
| پدر بزرگ       | پیتر فالک          | عروس شاهزاده           | سرپرست گویندگان                         |
| دکتر تایرل     | ادوارد جیمز اولموس | بلید رانر              | دوبله اول                               |
| کوای گان جین   | لیام نیسون         | جنگ ستارگان: تهدید شبح |                                         |
|                | ژوزف وایزمن        | نا بخشوده              | دوبله دوم                               |
| تام هیگن       | رابرت دووال        | پدر خوانده             | دوبله اول - مدیر دوبلاژ: احمد رسول زاده |
|                | جیمز کرامول        | مسیر سبز               |                                         |
| دکتر شولتز     | کریسف والتز        | جانگوی آزاد شده        |                                         |
| روبئوس هاگرید  | رابی کالترین       | هری پاتر               |                                         |

### سریال تلویزیونی

#### خارجی
فرار از زندان (دومینیک پرسل - لینکلن باروز)
رودخانه برفی (اندرو کلارک - مت مک گرگور)
پیشتازان فضا
بازی تاج و تخت (لیام کانینگهام)
سریال ترکی:کلیداسرار (مدیردوبلاژ)
سریال عربی:مدیرکل (مدیردوبلاژ)

### کارتون[۱]
عصر حجر (فردی فلینستون)
[گربه‌های اشرافی]

### سرپرست گویندگان
1. انیمیشن سینمایی ۹:۲۰ در بوشهر (۱۳۹۱)
2. فرار از زندان (۱۳۹۵–۱۳۸۷)
3. یاران (۱۳۷۲)
4. ماه عسل (۱۳۷۲)
5. حملهٔ خرچنگ‌ها (۱۳۷۱)
6. گریز (۱۳۷۱)
7. مأموریت آقای شادی (۱۳۷۱)
8. ماه عسل (۱۳۷۱)
9. شقایق (۱۳۷۰)
10. عشق من - شهر من (۱۳۷۰)
11. گل‌ها و گلوله‌ها (۱۳۷۰)
12. آخرین مهلت (۱۳۶۸)
13. صخرهٔ همیشه سبز (۱۳۶۷)
14. سفر غریب (۱۳۶۶)
15. محموله (۱۳۶۶)
16. زنگ‌ها (۱۳۶۴)
17. ستارهٔ دنباله دار (۱۳۶۴)
18. آشیانهٔ مهر (۱۳۶۳)
19. جنجال بزرگ (۱۳۶۳)
20. در اسارت (۱۳۶۳)
21. سرباز کوچک (۱۳۶۳)
22. شب مکافات (۱۳۶۳)
23. فرار از بند (۱۳۵۷)
24. مبارزی در نیمه راه/شب بازیگران (۱۳۵۷)

### تدوین
```
در اسارت (۱۳۶۳)
```